# Нож для снопов

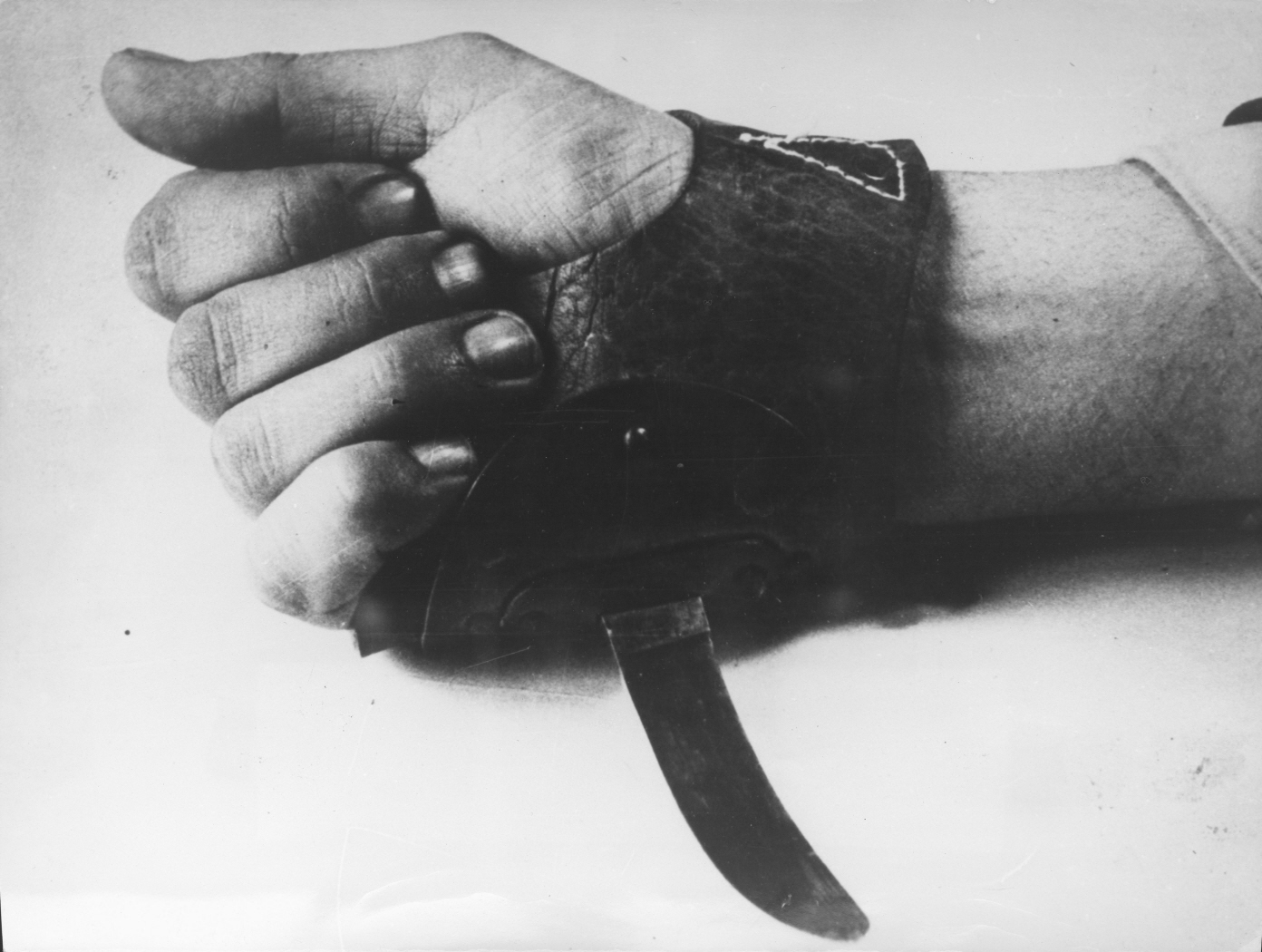
Сербосек

Нож для снопов — сельскохозяйственный ручной носимый инструмент для разрезания перевясла (стяжки) снопа перед механизированным обмолотом. Вместо рукоятки нож для снопов имеет крепление для ремня или опорную пластину, перпендикулярную клинку. Опорная пластина прилегает к ребру ладони и закрепляется на ладони ремнями или с помощью кожаной рукавицы. Постоянно закреплённый на руке нож сокращает время на подготовку снопа к обмолоту, кисти работника всегда свободны для загрузки снопов в молотилку и других операций.
Клинок изогнутый, лезвие с внутренней стороны (то есть со стороны, обращённой к запястью), длина клинка — 5-7 см, остриё закруглённое — такая конструкция обеспечивает максимальную безопасность работ.

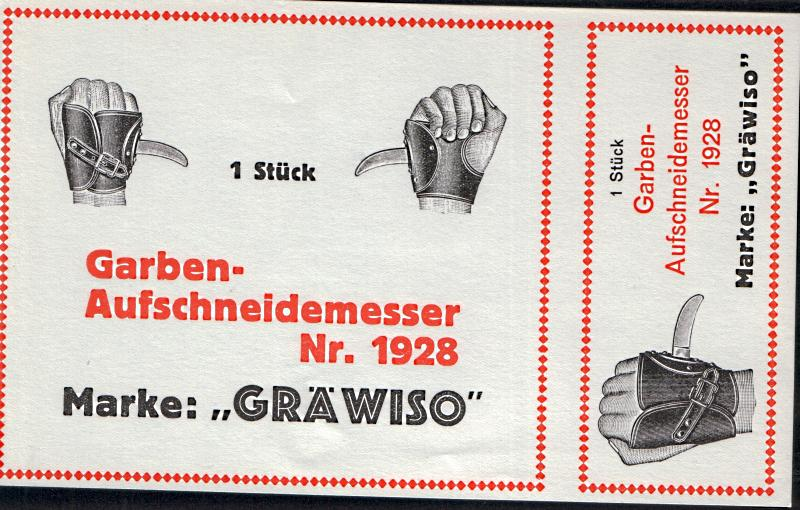
Купон на нож для снопов Грэвизо

Был распространён в Германии, Австрии, где имел название Garben-Aufschneidemesser, коротко — Garbenmesser (реже — Kornmesser).
Нож для снопов утратил своё значение, когда механизированная уборка зерновых вытеснила ручную жатву с помощью косы или серпа с последующей вязкой снопов.
Усташи использовали ножи для снопов и их кустарные аналоги при проведении карательный акций и в качестве орудия смертной казни пленных сербов. В таком качестве ножи для снопов получили название сербосек. Никола Николич описывает сербосек, попавший в руки югославских партизан, как имеющий 12-сантиметровый клинок и лезвие на внешней стороне.